# GigaDevice
GigaDevice (chinois : 兆易创新 ; pinyin : zhàoyì chuāngxīn) est un producteur chinois de microcontrôleurs et de mémoire flash NOR, fondé en 2005 et dont le siège est situé à Pékin. Il est notamment connu pour le GD32V, un des premiers microcontrôleurs basé sur l'architecture RISC-V et pour différents autres utilisant l'architecture ARM.

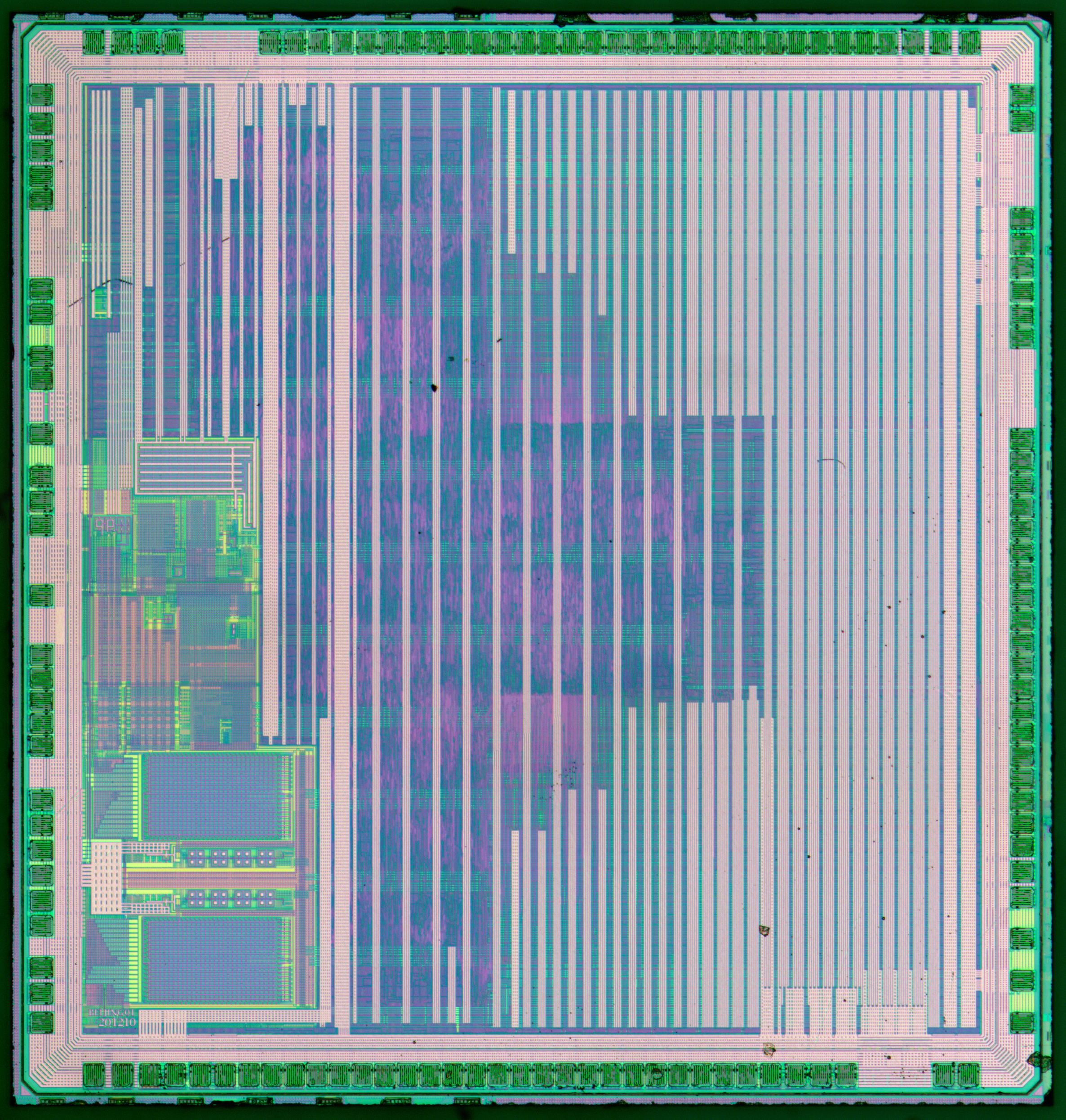
circuit du GD32F103CBT6, basé sur un ARM Cortex-M3

## GD32
Les séries GD32 sont basés sur des processeurs d'architecture ARM Cortex-M pour l'embarqué. Il existe des séries GD32F1 et GD32F2 basées sur Cortex-M3, GD32C1 et GD32E1 GD32F3, GD32F4 Cortex-M4, GD32E2 basées sur Cortex-M23 et GD32E3 basées sur Cortex-M33.
En juillet 2020, la nouvelle série GD32E5 utilise l'ARM Cortex-M33.

## GD32V
GigaDevice montre pour la première fois le 20 août 2019 sa gamme de microcontrôleurs GD32V basés sur l'architecture RISC-V, avec la série GD32VF103, constitués de 14 modèles, dont QFN36, LQFP48, LQFP64 et LQFP100. Ceux-ci sont entièrement compatibles avec les MCU GD32, à la fois pour le développement de logiciels et pour le conditionnement de broches, permettant ainsi un portage rapide des applications.
Ce microcontrôleur, est le premier RISC-V généraliste disponible sur le marché, le cœur baptisé RISC-V Bumblebee a été conjointement conçu par GigaDevice et Nuclei System Technology, un spécialiste chinois des blocs d'IP.
Les SoC comportent, selon les modèles, de 8 à 32 Ko de SRAM et de 16 à 128 Ko de mémoire flash.